# DJ-liv: Historien om hur diskjockeyn erövrade Stockholm
DJ-liv: Historien om hur diskjockeyn erövrade Stockholm är en bok om dj-kulturens framväxt med fokus på det som har lett fram till dagens techno- och housescen. Författarna Anna Gavanas och Anna Öström har själva varit en del av den scen som de beskriver sedan 90-talet, och då främst som djs, arrangörer och skribenter. I boken finns röster från DJs, dansare, arrangörer och skivbutiksägare från 70-talets discovåg, 80-talets New Wave-era, 90-talets rave och 00-talets techno- och housekultur. I boken omnämns, citeras eller intervjuas djs, dansare, producenter, arrangörer, skivbutiker, klubbar, låtar, band, skivbolag mm. Boken innehåller också djupintervjuer med DJs som Sydney Onayemi, Hasse Huss, Syntlisa, Monica Bergmark, Mika Snickars, Per QX, DJ Pamela, Johnny Boy, Johanna Olofsson, Abi Bah, DJ Tilde, Monika Svensson, Gena, Daniel Savio, Ioana Disconesco, Jean Louis Huhta, DJ Anneli, Johanna Knutsson, Danijel Alpha, La Fleur, Kornél Kovács, Asynja, Ashman och Jin Mustafa. Boken publicerades av Gidlunds förlag i februari 2016. 